# Drew Struzan
Drew Struzan (né en mars 1947 à Portland) est un peintre et illustrateur américain. Il est surtout connu pour ses affiches de film et pour avoir travaillé avec les cinéastes George Lucas et Steven Spielberg.

## Biographie
Il étudie au Art Center College of Design à Pasadena et à l'Université Stanford.
Il a réalisé plus de 150 affiches de film dont la totalité des Retour vers le futur, Indiana Jones et Star Wars (les affiches des épisodes IV, V et VI de Star Wars ont été peintes a posteriori, à l'occasion de leur ressortie en édition spéciale en 1997). il a aussi réalisé les affiches de E.T. l'extra-terrestre, de Blade Runner, des Goonies, de Hook ou la Revanche du Capitaine Crochet, et plus récemment des deux premiers Harry Potter.
Drew Struzan travaille en général à une échelle de 1:1 et se sert de photographies de référence, parfois de modèles. Il utilise des peintures acryliques qu'il projette avec un aérographe et parfait les détails à l'aide de crayons de couleur.
En 2010, Erik Sharkey réalise un documentaire sur lui : Drew: The Man Behind the Poster.

## Illustrations

### Pochettes d'albums disques
- Alice Cooper - Welcome To My Nightmare
- Black Sabbath - Sabbath Bloody Sabbath
- Lakeside - Rough Riders
- livres & comics : Action Comics, Timothy Zahn, Vonda McIntyre...

### Affiches de cinéma sélectives
- 1976 : Soudain... les monstres (The Food of the Gods) de Bert I. Gordon
- 1976 : La Nuit des vers géants (Squirm) de Jeff Lieberman
- 1977 : L'Empire des fourmis géantes (Empire of the Ants) de Bert I. Gordon
- 1977 : Tentacules d'Ovidio G. Assonitis
- 1977 : A Piece of the Action de Sidney Poitier
- 1978 : High-Ballin de Peter Carter
- 1978 : Sextette de Ken Hughes
- 1979 : The Evictors de Charles B. Pierce (en)
- 1979 : Les Muppets, le film (The Muppet Movie) de James Frawley
- 1981 : L'Équipée du Cannonball (The Cannonball Run) de Hal Needham
- 1981 : Les Aventuriers de l'arche perdue (Raiders of the Lost Ark) de Steven Spielberg (Affiche italienne)
- 1981 : Tarzan, l'homme singe (Tarzan, the Ape Man) de John Derek
- 1982 : E.T. l'extra-terrestre de Steven Spielberg
- 1982 : The Thing de John Carpenter
- 1982 : Rambo de Ted Kotcheff
- 1982 : Blade Runner de Ridley Scott
- 1983 : Star Wars, épisode VI : Le Retour du Jedi (Star Wars: Episode VI – Return of the Jedi) de Richard Marquand
- 1983 : Chaleur et Poussière (Heat and Dust) de James Ivory
- 1983 : Stroker Ace de Hal Needham
- 1983 : Sahara d'Andrew V. McLaglen
- 1984 : Police Academy de Hugh Wilson
- 1984 : Cannonball 2 (Cannonball Run II) de Hal Needham
- 1984 : Indiana Jones et le Temple maudit (Indiana Jones and the Temple of Doom) de Steven Spielberg
- 1985 : Retour vers le futur (Back to the Future) de Robert Zemeckis
- 1985 : Oz, un monde extraordinaire (Return to Oz) de Walter Murch
- 1985 : Les Goonies (The Goonies) de Richard Donner
- 1985 : Police Academy 2 (Police Academy 2: Their First Assignment) de Jerry Paris
- 1986 : Les Aventures de Jack Burton dans les griffes du Mandarin (Big Trouble in Little China) de John Carpenter
- 1987 : Miracle sur la 8e rue (Batteries Not Included) de Matthew Robbins
- 1988 : Un prince à New York (Coming to America) de John Landis
- 1989 : Les Nuits de Harlem (Harlem Nights) de Eddie Murphy
- 1989 : Retour vers le futur 2 (Back to the Future Part II) de Robert Zemeckis
- 1990 : Retour vers le futur 3 (Back to the Future Part III) de Robert Zemeckis
- 1991 : Hook ou la Revanche du Capitaine Crochet de Steven Spielberg
- 1993 : Hocus Pocus de Kenny Ortega
- 1993 : Une équipe aux anges (Angels in the Outfield) de William Dear
- 1993 : Jurassic Park de Steven Spielberg
- 1993 : Les Quatre Dinosaures et le Cirque magique (We're Back!: A Dinosaur's Story)
- 1994 : La Famille Pierrafeu (The Flintstones) de Brian Levant
- 1995 : L'Île aux pirates (Cutthroat Island) de Renny Harlin
- 1999 : Star Wars, épisode I : La Menace fantôme (Star Wars: Episode I – The Phantom Menace) de George Lucas
- 2001 : Harry Potter à l'école des sorciers (Harry Potter and the Philosopher's Stone) de Chris Columbus
- 2002 : Traqueur de croco en mission périlleuse (The Crocodile Hunter: Collision Course) de John Stainton
- 2002 : Harry Potter et la Chambre des secrets (Harry Potter and the Chamber of Secrets) de Chris Columbus
- 2002 : Star Wars, épisode II : L'Attaque des clones (Star Wars: Episode II – Attack of the Clones) de George Lucas
- 2002 : Galidor de Giles Walker
- 2004 : Hellboy de Guillermo del Toro
- 2005 : Star Wars, épisode III : La Revanche des Sith (Star Wars: Episode III – Revenge of the Sith) de George Lucas
- 2007 : Adventures of Johnny Tao, de Kenn Troum
- 2007 : Sexina: Popstar P.I., d'Erik Sharkey
- 2008 : Hellboy 2 (Hellboy 2: The Golden Army) de Guillermo del Toro
- 2008 : Super 8 de J. J. Abrams
- 2009 : Super Capers de Ray Griggs
- 2015 : Star Wars, épisode VII : Le Réveil de la Force (Star Wars: Episode VII – The Force Awakens) de J. J. Abrams

## Publications
- Drew Struzan & David J. Schow, L'art de Drew Struzan, Akileos, 2013